# Flashback International Inc
Flashback International Inc är ett medieföretag som sedan januari 2010 äger Flashback Forum. Flashback Forum startade 2000, och drevs tidigare av det svenska medieföretaget Flashback Media Group.